# 대승폭포
대승폭포(大勝瀑布)는 강원특별자치도 인제군에 있는 폭포로, 설악산의 내설악에 있다. 조선민주주의인민공화국 개성공업지구 북부에 있는 박연폭포, 금강산의 구룡폭포와 함께 한반도 3대 폭포중 하나이다. 높이 800m 지점에서 80여m의 낙차로 큰 소리를 내며 떨어지는 물기둥이 장관을 이룬다. 대승폭포는 서쪽의 안산과 한계천 건너 가리봉과 어우러져 계절마다 모습이 독특하다.
대승폭포가 위치한 남설악지역 대부분은 중생대 백악기에 관입한 화강암류가 분포되어 특히 주변에는 인제와 원통, 양양을 잇는 단층선을 따라 발달한 폭포중의 하나로 성인별로는 단층 폭포, 유형별로는 수직낙하형 폭포에 속하며, 형성된 급사면과 단애에 크고 작은 폭포가 분포하고 암석들이 풍화작용과 침식작용을 받아 형성되어 수려한 경관을 보여준다.
폭포 맞은편 반석 위에 '구천은하(九天銀河)'라는 한자가 새겨져 있는데, 이는 조선시대 명필 양사언(楊士彦)의 글씨라고 전해지는 설과 헌종 3년(1837) 강원감사 홍치규(洪穉圭)가 썼다는 주장도 있다.
곡운(谷雲) 김수증(金壽增: 1624-1701)의 곡유연기(遊曲淵記), 김창협(金昌協: 1651-1708)의 동정기(東征記), 조선말기의 시인 금원 김씨(錦園金氏: 1817 ~ 미상)의 호동서락기(湖東西洛記), 조선후기의 문신인 해좌 정범조(海左丁範祖) 등이 설악산을 유람하며 대승폭포에 대한 경치를 극찬하고 있다.
대승폭포에 대한 한시(漢詩)로 이명한(李明漢: 1595~1645)의 寒溪瀑布 贈玉上人(한계폭포 증옥상인) 등 11명의 11수가 전해져 역사 경관적 가치를 높여주고 있다.

## 전설과 유래
옛날에 부모를 일찍 여의게 된 대승(大勝)이라는 총각이 절벽에 동아줄을 매달고 내려가 석이버섯을 따고 있던 도중, 어디선가 '대승'의 이름을 다급하게 부르는 돌아가신 어머니의 소리에 놀라 올라가봤더니 때 마침 그 곳에서는 지네가 동아줄을 쏠고 있었다고 한다. 그 후로 해당폭포는 대승폭포로 불리게 되었고, 최근에도 이 폭포수에서는 '대승'을 부르는 듯한 소리가 전해지고 있다고 한다.

## 참고 자료
- 문화재청고시제2013-26호, 《국가지정문화재(명승) 지정 및 지형도면 고시(설악산 비룡폭포 계곡 일원 등 명승지 10경》, 문화재청장, 2013-03-11